# ポール・モラン

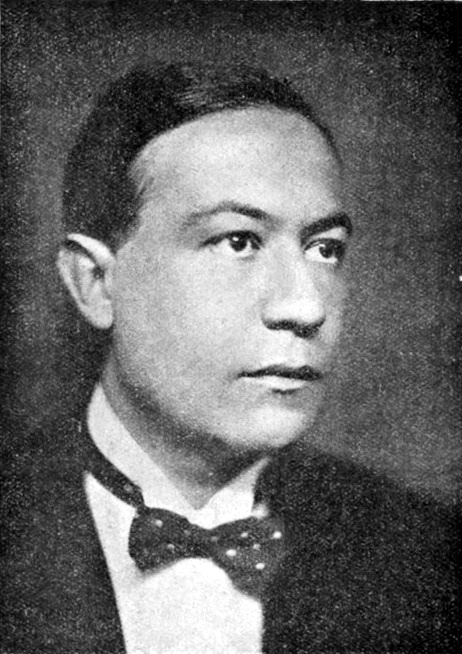
ポール・モラン、1925年以前

ポール･モラン（Paul Morand, 1888年3月13日 - 1976年7月24日）は、フランスの作家、外交官である。短編集『夜ひらく』（1922 年）、『夜とざす』（1923年）で一躍ベストセラー作家となった。

## 経歴
パリ政治学院を卒業後、外交官として各国を回った。その傍ら、詩や小説を書き出し、マルセル・プルーストとも親交を持った。1920年代のモダニズム小説として知られる「夜ひらく」（1922年）で一躍有名になった。優雅な紳士で国際情勢にも詳しいモランは、社交界の寵児となった。モランの作品は日本でも、同時期から堀口大學により精力的に翻訳され、日本モダニズム文学に影響を与えた。
1925年にバンコクのフランス公使館へ赴任し、その途上、ポール・クローデルを訪ねて日本にも立ち寄った。このときの旅行記に『土地以外何物もない』（Rien que la terre）があり、大阪は産業地獄であると評すなど、日本の印象についても触れている。
第二次世界大戦中に親独のヴィシー政権の外交官であったため、戦後にナチス・ドイツの協力者として糾弾され、スイスに亡命した（この際、同じくスイスに滞在していたココ・シャネルへのインタビューを行った）。長らくフランス文壇への復帰は叶わず、フランスへの帰国が許されたのちは、旅行記の執筆などをしたが、戦前に見られた作家としての勢いは失った。1968年にはアカデミー・フランセーズ会員となった。

## 作品
- 夜ひらく（Ouvert la nuit, 1922年）
  - 堀口大學訳　新潮社、1924年。角川文庫、1954年
- 夜とざす（Fermé la nuit, 1923年）
  - 堀口大學訳　新潮社、1925年。「夜ひらく・夜とざす」 旧新潮文庫、1929年
  - 堀口大學全集 補巻1「飜訳作品」、各・小澤書店、1981年。のち復刻版・日本図書センター
- レヰスとイレエン （堀口大學訳 第一書房、1925年）
- 恋の欧羅巴 （堀口大學訳 第一書房、1925年）
- 三人女　小説 （堀口大學訳 第一書房、1928年）
- 世界選手 （飯島正訳 白水社、1930年）
- 白鳥の死 （岡田真吉訳 鱒書房、1940年）
- 印度ルート （真木昌雄訳 南北社、1942年）
- 情熱の波 （堀口大學訳 岡倉書房、1946年）
- 1/4秒に生きる男 （堀口大學訳 講談社 1958年）
- シャネルの魅惑（L'Allure de Chanel）
  - 獅子座の女シャネル （秦早穂子訳、文化出版局 1977年3月）
  - シャネル 人生を語る （山田登世子訳、中公文庫 2007年9月／中央公論新社 2024年6月）
- 黒い魔術（吉澤英樹訳・解説、未知谷、2018年5月）

- ドゥルシネア姫に心を寄せるドン・キホーテ（Don Quichotte à Dulcinée, モーリス・ラヴェル作曲による歌曲集、1933年）